# Petite Cascade de Tendon
La Petite Cascade de Tendon est une chute d'eau du massif des Vosges située sur la commune de Tendon.

## Géographie

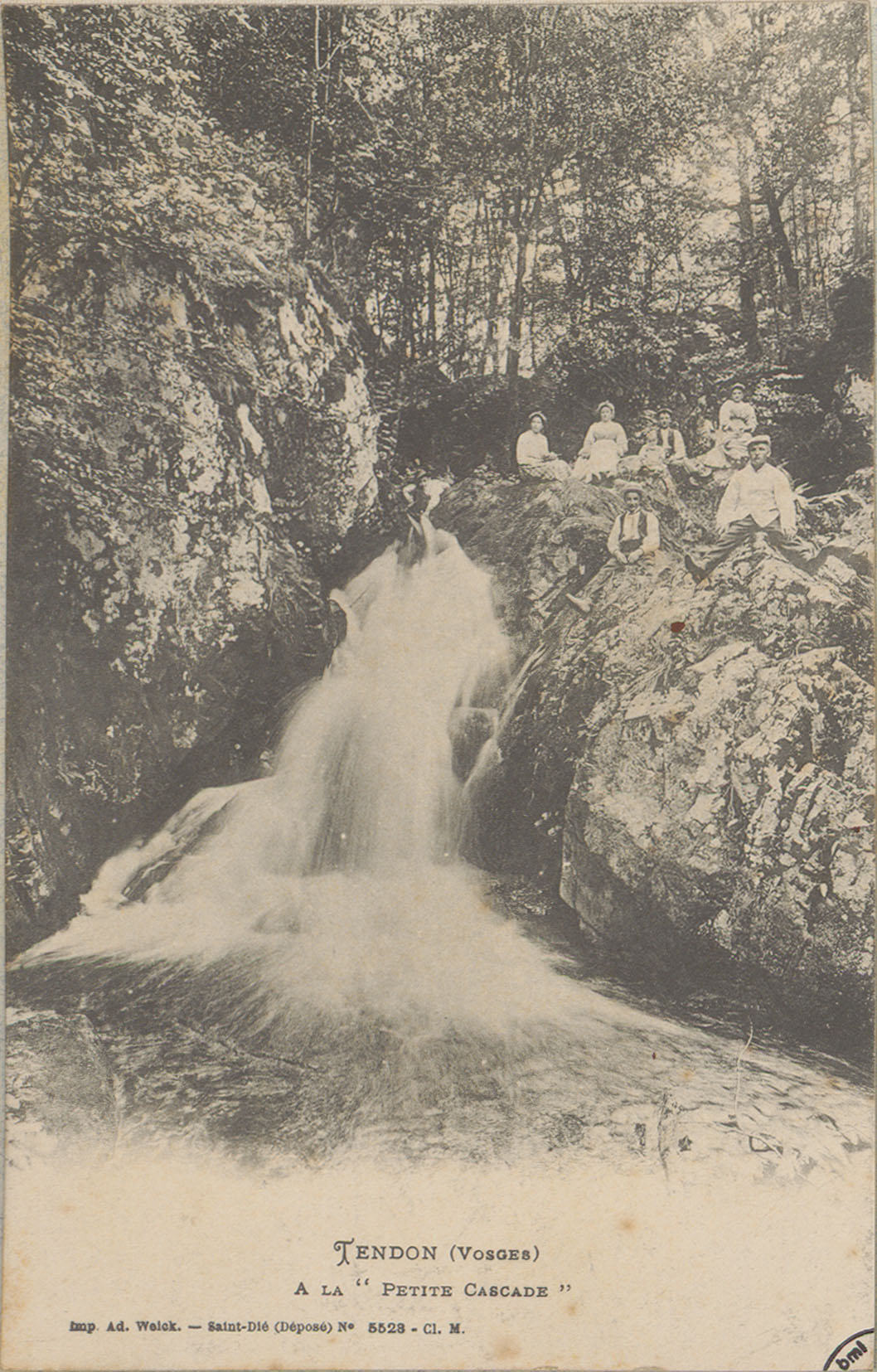
Vue historique de la Petite Cascade (carte postale Adolphe Weick).

La Petite Cascade de Tendon est située sur la commune de Tendon. La cascade se trouve sur le ruisseau le Scouet, un affluent de la Moselle par le Barba et la Vologne.